# Nowy Świat (powiat zielonogórski)
Nowy Świat (niem. Neue Welt) – wieś sołecka w zachodniej Polsce, w województwie lubuskim, w powiecie zielonogórskim, w gminie Sulechów, przylegająca do Sulechowa. Zamieszkiwana przez 168 osób (stan na 30 czerwca 2025). W latach 1975–1998 zlokalizowana w województwie zielonogórskim.
W obrębie ewidencyjnym Nowy Świat (przy ul. Inwestycyjnej) usytuowana jest - utworzona w lipcu 2015 r. - Podstrefa Sulechów Kostrzyńsko-Słubickiej Specjalnej Strefy Ekonomicznej.